# مانولو بيسترين
مانولو بيسترين (بالإيطالية: Manolo Pestrin)‏ (13 أكتوبر 1978 بروما في إيطاليا - ) هو لاعب كرة قدم إيطالي في مركز الوسط. لعب مع نادي أسكولي ونادي باليرمو ونادي تشيزينا ونادي تورينو ونادي ساليرنيتانا ونادي فروسينوني ونادي كريمونيسي ونادي مسينا وPolisportiva Monterotondo Lupa ‏ وACD Castel di Sangro Cep 1953 ‏ وكارسو كالتشيو ‏ ولانشانو كالتشيو 1920 ‏.